# 圣戴法纳·韦纳尔

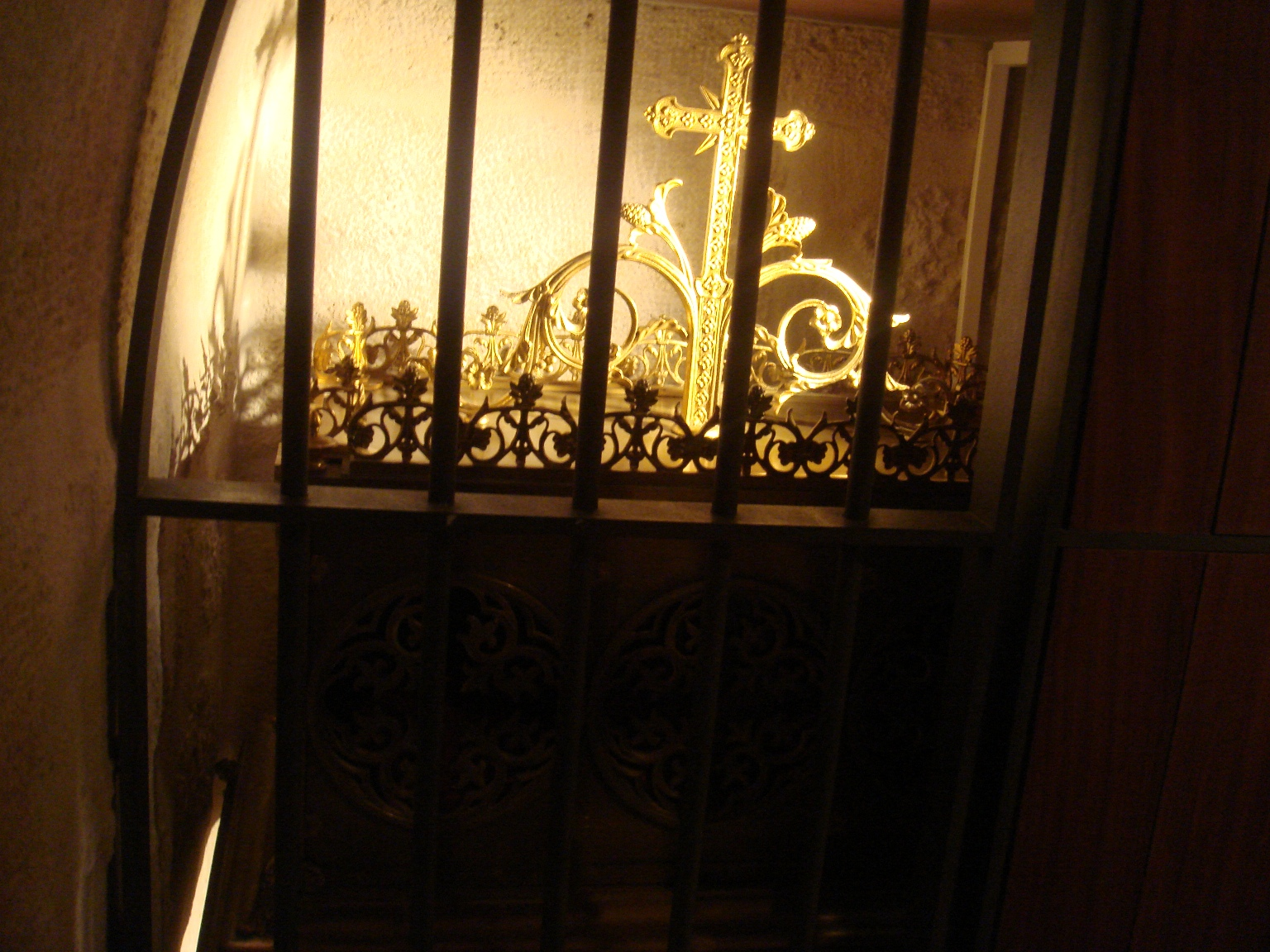
巴黎外方传教会的戴法纳·韦纳尔遗体

圣戴法纳·韦纳尔（Jean-Théophane Vénard，1829年11月21日—1861年2月2日）法国巴黎外方传教会传教士，在越南传教并殉道，被列为越南殉道圣人。 

## 生平

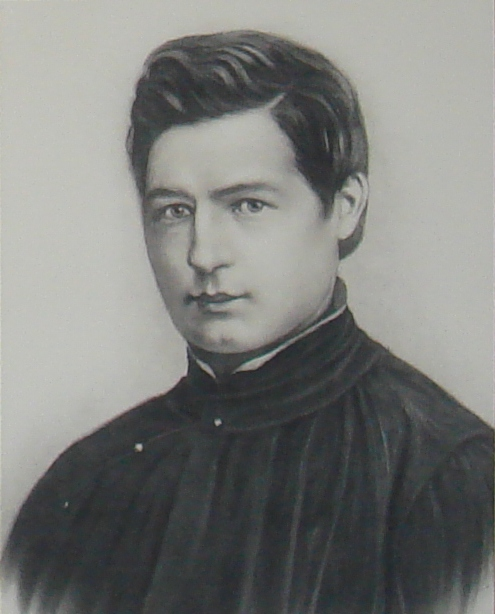
戴法纳·韦纳尔

1829年11月21日，戴法纳·韦纳尔出生于法国天主教普瓦捷总教区的Saint-Loup-sur-Thouet。他曾就读于杜埃拉方丹、蒙莫里永和普瓦捷，然后进入巴黎外方传教会神学院，1852年6月5日晋升神父，9月19日出发，受差遣前往中国传教。在香港等待了15个月后，最终被派往东京（越南北部）传教。当时在越南勸誘改宗是非法的。
韦纳尔抵达越南后不久，嗣德帝颁布新的皇家法令，镇压天主教，主教和神父被迫在洞穴，茂密的树林和其他地方避难。韦纳尔继续在夜间尽职，有时甚至大胆地在白天尽职。1860年11月30日，他被出卖并被俘。他在一位官员面前受审，拒绝叛教，被判处斩首。他被囚直到1861年2月2日, 在此期间他被关在一个笼子里，在笼子里，他给家人写了一封优美而慰藉的信件，为他的冠冕感到高兴。他的主教雷托德（Retord）说他“虽然在锁链中，却像小鸟一样” 。
在前往刑场的路上，韦纳尔一路高唱圣咏。刽子手垂涎他的衣服，问他是否要立即被杀，他回答说：“持续时间越长越好。”他的头颅被悬挂在柱顶示众，为越南北部教友收藏并供奉于红河三角洲地区的河南省青廉縣所健王宫圣堂。他的遗体保存在巴黎外方传教会总部的地窖中。 
1909年5月2日，教宗庇护十世将他和另外33位致命者列为真福；1988年6月19日，教宗若望保禄二世将他和另外19位致命者封为圣人。